# Henricus Arnoldi
Henricus Arnoldi (* 11. Dezember 1575 in Delfshaven; † 21. Dezember 1637 in Delft) war ein niederländischer evangelisch-reformierter Geistlicher während des Achtzigjährigen Krieges.

## Biografie
Henricus Arnoldi war ein Sohn von Adriaen Joostensz van der Linden und dessen Ehefrau Geertruid. Nach einem Theologiestudium an der Universität Leiden trat Arnoldi 1599 eine Pfarrstelle in seiner Heimatstadt Delfshaven an, wechselte 1601 in die Gemeinde Ijsselmonde und 1605 nach Delft, wo er die Nachfolge des verstorbenen Arent Corneliusz antrat. 
Der zwölfjährige Waffenstillstand (Twaalfjarig Bestand, Treves) von 1609 bis 1621 während des Achtzigjährigen Krieges war eine für die niederländische Kirchengeschichte wichtige Phase, weil nun Konflikte innerhalb der reformierten Kirche ausgetragen wurden. Arnoldi profilierte sich hierbei als Contraremonstrant. Aus eigenem Antrieb denunzierte er einen Kollegen bei dem Leidener Pfarrer Festus Hommius, weil er Zweifel an dessen Rechtgläubigkeit hatte. Dafür wurde er von der Classis Delft, in der das Bestreben nach Ruhe und Konsens noch leitend war, 1616 abgemahnt. Zur gleichen Zeit war Arnoldi auch in einem Konflikt mit dem Delfter Stadtrat verwickelt, dessen 1591 verfasste, aber bisher nicht in Kraft getretene Kirchenordnung dem Magistrat größere Einflussmöglichkeiten in der Kirche gab. Arnoldi, der auch in Predigten für seinen Standpunkt warb, trug zu einer zunehmenden Unruhe der städtischen Bevölkerung bei und hatte Erfolg: die Kirchenordnung wurde in Delft nicht eingeführt. Seit 1618 nahm Arnoldi an überregionalen Treffen der Contraremonstranten teil. Die Provinzialsynode von Süd-Holland entsandte ihn als Delegierten zur Dordrechter Synode von 1618/19. In Dordrecht erhielt er den Auftrag, für die Unterstützung der Generalstaaten bei der projektierten Übersetzung der Bibel ins Niederländische zu werben. Mit dieser sogenannten Staatenübersetzung war er in einem späteren Stadium befasst: dem Kollegium, das die Übersetzung des Neuen Testaments und der Apokryphen Korrektur las, diente er als Assessor.